# 갈참나무
갈참나무는 참나무과에 속하며 겨울에 잎이 지는 큰키나무이다.

## 특징
한국 전역에 걸쳐 자란다. 전국의 표고 50~1,000m에서 자생하는 낙엽활엽교목으로, 열매인 도토리는 10월에 익는다. 높이가 20 미터, 지름이 1 미터 정도에 이르고 나무껍질은 세로로 얕게 갈라진다. 잎은 거꾸로 있는 달걀 모양으로 아래쪽이 약간 일그러져 있으며, 잎 가장자리에 물결 모양 톱니가 있다. 5월에 꽃이 피는데, 수꽃이삭은 길게 늘어져 있고, 암꽃이삭은 곧추 서 있다. 갈참나무의 열매는 도토리라고 부르는데, 10월에 익으며, 뚜껑처럼 생긴 각두(깍정이)가 몸의 1/2 정도를 감싸고 있다.